# Milton William Cooper
Pour les articles homonymes, voir Cooper.
 (juillet 2021).
Si vous disposez d'ouvrages ou d'articles de référence ou si vous connaissez des sites web de qualité traitant du thème abordé ici, merci de compléter l'article en donnant les références utiles à sa vérifiabilité et en les liant à la section « Notes et références ».
William Milton, dit « Bill », Cooper (né le 6 mai 1943 et mort le 5 novembre 2001) était un militaire, animateur de radio, théoricien conspirationniste et milicien américain.

## Biographie

### Carrière militaire
William Milton Cooper est né le 6 mai 1943 à Saint Johns, en Arizona. Pendant son enfance, sa famille vit dans de nombreux pays pour suivre le père, membre de l'USAF (United States Air Force). William Cooper sort diplômé du lycée de Yamato, au Japon.
Lorsqu'il quitte sa famille, il intègre très jeune le SAC (Strategic Air Command), le département de commandement de l'USAF, et poursuit sa carrière dans la United States Navy, la marine américaine. En 1966, il est membre d'équipage à bord du sous-marin USS Tiru. Il travaille ensuite comme officier sur un pétrolier, puis au Viêt Nam, pendant la deuxième guerre d'Indochine. Par la suite, il est affecté dans l'unité administrative de la flotte du Pacifique.

### Son intégration dans les milieux ufologistes
En 1989, deux de ses livres paraissent : The Secret Government: The Origin, Identity, and Purpose of MJ-12 et Operation Majority, livres véhiculant des théories du complot essentiellement centrées autour du thème des ovnis, et dans lesquels il révèle ce qu'il présente comme des informations top secret qu'il aurait acquises durant ses dix-huit années passées dans l'armée.[évasif]
En 1973, renversé en pleine ville[Où ?] par une voiture qui s'enfuit, il perd une jambe à la suite de l'accident. Dans le milieu conspirationniste, on a souvent considéré cet accident comme un attentat des autorités américaines. William Cooper, dans son livre publié en 1991, Behold a Pale Horse, écrit avoir reçu à l'hôpital la visite des responsables de l'accident, qui l'auraient menacé de s'en prendre à sa famille. Il y divulgue le document « Silent Weapons for Quiet Wars », qui serait un programme gouvernemental secret.
William Cooper s'est notamment rendu célèbre en diffusant ses théories du complot et de la présence extraterrestre dans l'émission The Hour of the Time, diffusée en ondes courtes sur WWCR depuis Memphis. Il devient par la suite membre de milices d'extrême droite,[réf. souhaitée] hostiles au gouvernement fédéral des États-Unis. Dans ses livres, il expose ses théories sur la présence des extraterrestres sur terre ainsi que le rôle de l'organisation Majestic 12. Il raconte que, le jour où il a lu les documents prouvant l'implication du Bureau des renseignements de la marine dans l’assassinat de J. F. Kennedy, il a décidé de quitter l’armée définitivement.

### Circonstances de sa mort
Le 6 novembre 2001, lors d'une tentative d'arrestation à son domicile pour « voies de faits graves avec une arme mortelle » et « mise en danger », Milton William Cooper se rebelle et tire dans la tête d'un shérif adjoint, le blessant gravement. Cooper est alors abattu par un policier. Il avait juré auparavant qu'« il ne serait pas pris vivant ».

## Œuvres
- The Secret Government: The Origin, Identity, and Purpose of MJ-12, 1989
- Operation Majority, 1989
- Behold a Pale Horse, 1991